# Розенштрассе (фильм)
«Розенштрассе» (нем. Rosenstraße) — кинофильм режиссёра Маргареты фон Тротта, вышедший на экраны в 2003 году. Лента основана на эпизоде, известном в истории нацистской Германии под названием демонстрации женщин на Розенштрассе.

## Сюжет
После смерти мужа 60-летняя жительница Нью-Йорка Рут Вайнстайн, еврейка по происхождению, находится в глубокой депрессии. Её дочери Ханне никак не удаётся вывести мать из этого состояния. От приехавшей на похороны кузины матери Ханна узнаёт о тайне, покрывающей прошлое Рут: в далёком детстве, ещё до переезда в Америку, та была спасена женщиной по имени Лена Фишер. Желая разобраться в произошедшем, девушка отправляется в Европу, находит престарелую Лену Фишер и, назвавшись американской журналисткой, просит рассказать свою историю. Пожилая женщина соглашается и начинает своё повествование о событиях, случившихся в феврале — марте 1943 года на берлинской улице Розенштрассе….

## В ролях
- Катя Риманн — Лена Фишер (в возрасте 33 лет)
- Мария Шрадер — Ханна Вайнстайн
- Дорис Шаде — Лена Фишер (в возрасте 90 лет)
- Ютта Лампе — Рут Вайнстайн (в возрасте 60 лет)
- Свеа Лоде — Рут (в возрасте 8 лет)
- Юрген Фогель — Артур фон Эшенбах
- Мартин Файфель — Фабиан Фишер
- Федя ван Хейт — Луис Маркес
- Текла Рётен — Клара Зингер
- Мартин Вуттке — Йозеф Геббельс
- Ютта Ваховяк — фрау Гольдберг

## Награды и номинации
- 2003 — три приза Венецианского кинофестиваля: Кубок Вольпи за лучшую женскую роль (Катя Риманн), специальное упоминание SIGNIS и приз ЮНИСЕФ (оба — Маргарета фон Тротта).
- 2003 — номинация на премию Европейской киноакадемии за лучшую женскую роль (Катя Риманн).
- 2004 — премия «Давид ди Донателло» за лучший европейский фильм (Маргарета фон Тротта).
- 2004 — премия Bavarian Film Awards за лучшую операторскую работу (Франц Рат).